# Feliks Paszkowski

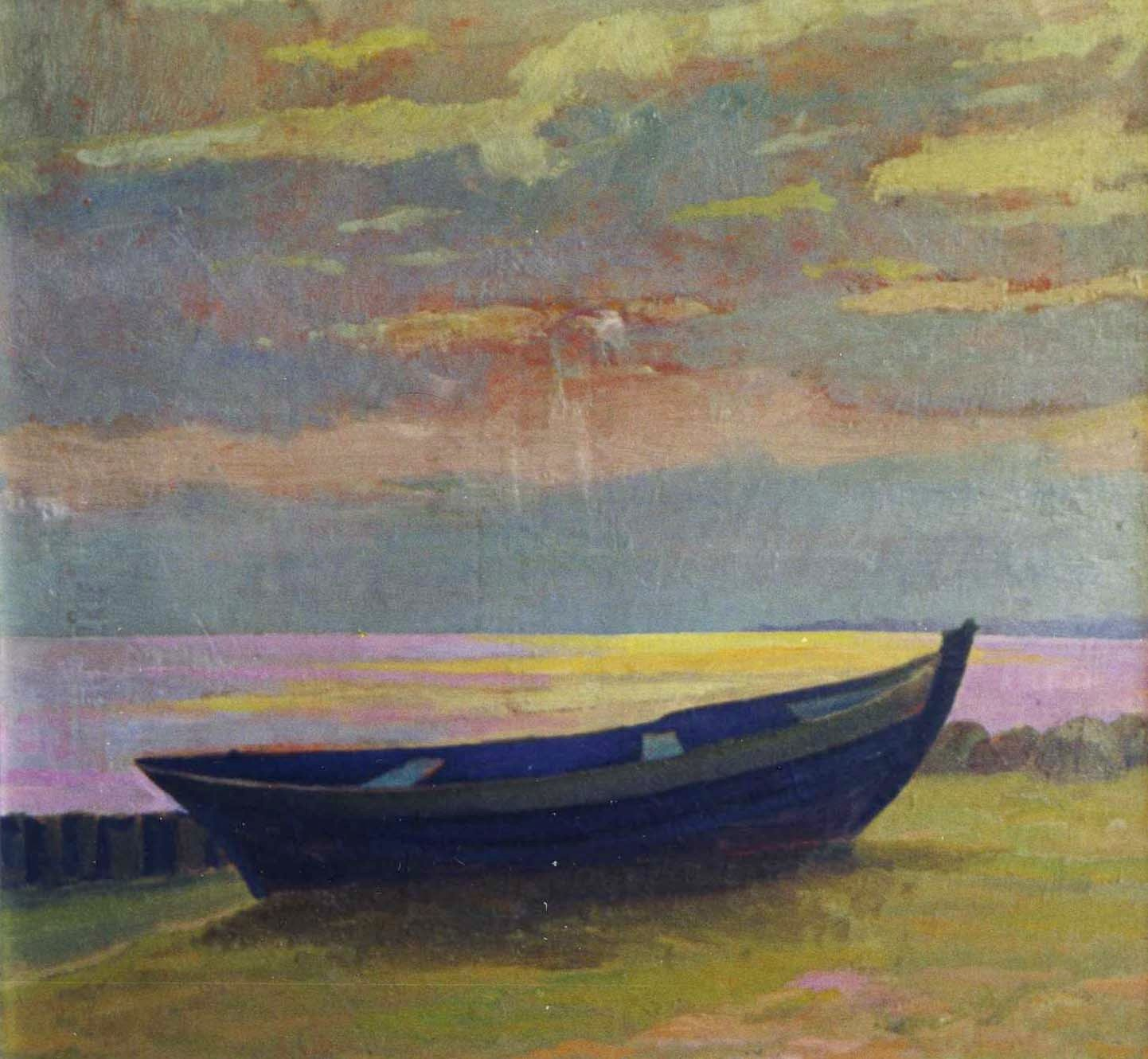
„Bałtyk”

Feliks Paszkowski (ur. 30 maja 1904 roku w Łodzi, zm. 14 listopada 1986 roku tamże) – polski malarz.

## Życiorys
Edukację rozpoczął w szkole powszechnej na łódzkim Widzewie, od 1917 roku w miejskiej szkole czteroklasowej przy ul. Nowo-Targowej (obecnie Sterlinga), a po kilku latach przeniesionej na ul. H. Sienkiewicza i podniesionej do rangi Miejskiego Gimnazjum im. J. Piłsudskiego. Równolegle kształcił się dodatkowo w łódzkich prywatnych szkołach rysunku i malarstwa pod kierunkiem profesorów: Ryszarda Radwańskiego, Franciszka Łubieńskiego, Józefa Czajkowskiego oraz Stanisława Czajkowskiego.
Pierwsza wystawa, na której zaprezentowano jego prace, odbyła się w Gimnazjum i została zorganizowana przez Koło Naukowe w 1925 roku. Rok po ukończeniu Gimnazjum – w roku 1928 – została zorganizowana pierwsza wystawa indywidualna artysty.
Od 1935 roku był członkiem Związku Artystów Plastyków.
Wybuch wojny w 1939 roku spowodował wysiedlenie do Generalnego Gubernatorstwa. Zatrzymał się z rodziną w Tworzyjankach pod Koluszkami, gdzie gestapo aresztowało i osadziło w więzieniu jego żonę Irenę. Czas okupacji spędził w Głownie, pracując nad polichromią parafialnego kościoła św. Jakuba. Wówczas, jako pomocnik artysty, zatrudnił się u niego Wiesław Garboliński, którego artysta otoczył opieką i wiele nauczył w sztuce malarstwa.
W 1945 roku wrócił do swojego mieszkania w Łodzi na osiedlu im. Montwiłła-Mireckiego. W tym samym roku był założycielem i członkiem Związku Polskich Artystów Plastyków, współzałożycielem i prezesem Spółdzielni Pracy Związku Polskich Artystów Plastyków (1945-1952).
W 1950 roku, za pracę „Łódź Reymonta” na wystawie „Łódź w plastyce”, otrzymał nagrodę Prezydium Rady Narodowej Miasta Łodzi. W 1958 roku został odznaczony Srebrnym Krzyżem Zasługi, a w 1965 roku otrzymał Honorową Odznakę Miasta Łodzi i Medal Zarządu Okręgu ZPAP. W 1975 roku otrzymał Krzyż Kawalerski Orderu Odrodzenia Polski.

## Twórczość
Twórczość Feliksa Paszkowskiego to przede wszystkim pejzaż, portret, martwa natura. Uprawiał również sztukę sakralną (przykładowo: polichromia kościoła parafialnego pw. Świętych Apostołów: Szymona i Judy Tadeusza w Białce Tatrzańskiej (1953-1954), ołtarz główny kościoła pw. Zesłania Ducha Świętego przy ul. Piotrkowskiej 2 w Łodzi, rzeźba „Chrystus na Krzyżu” w wiejskim kościele w Babach pod Piotrkowem Trybunalskim), obraz św. Jacka Odrowąża w sanktuarium (pałacu narodzin świętego) w Kamieniu Śląskim.
Prace Feliksa Paszkowskiego znajdują się w zbiorach Muzeum Tradycji Niepodległościowych w Łodzi (dawniej Muzeum Historii Ruchu Rewolucyjnego), w zbiorach państwowych i kolekcjach prywatnych.